# 秋子沟乡
秋子沟乡，是中华人民共和国辽宁省葫芦岛市绥中县下辖的一个乡镇级行政单位。

## 行政区划
秋子沟乡下辖以下地区：
西山村、八家子村、梁杖子村、时杖子村、谭杖子村、腰岭子村和大杨村。